# Rio dos Pardos
Le rio dos Pardos est une rivière brésilienne du nord de l'État de Santa Catarina.
Il naît dans la serra do Espigão (partie de la Serra Geral), sur le territoire de la municipalité de Caçador et s'écoule vers le nord-est. Il traverse également les municipalités de Matos Costa et Porto União avant de se jeter dans le rio Timbó.